# Firefox Hello
Firefox Hello foi uma alternativa ao Skype baseada no padrão WebRTC (Web Realtime Communication), um cliente VoIP de código aberto. Não requer cadastro, que os destinatários usem o Firefox, que você use plugins, que se faça downloads ou que se pague pelo uso. Foi introduzido na versão 34, aparecendo automaticamente no canto superior direito da barra de busca.
As conversações são compartilhadas por links. As que forem renomeadas poderão ser retomadas no futuro, enquanto as que não forem serão eliminadas ao fim.
O Firefox Hello foi descontinuado em 13 de Setembro de 2016 na versão 49 do Firefox.